# Louis Maubert
Pour les articles homonymes, voir Maubert.
Louis Maubert né dans le 9e arrondissement de Paris le 18 mai 1875 et mort à Nice le 25 mars 1949 est un sculpteur et médailleur français.

## Biographie
Louis Maubert est élève de Louis-Ernest Barrias, de Denys Puech et d'Alexandre Falguière aux Beaux-Arts de Paris. Il expose au Salon des artistes français de 1898 à 1939 où il obtient une mention honorable en 1899. Toute sa carrière se déroule à Nice où il réalise de nombreux bustes et monuments.

## Œuvres dans l'espace public
- Alpes-Maritimes :

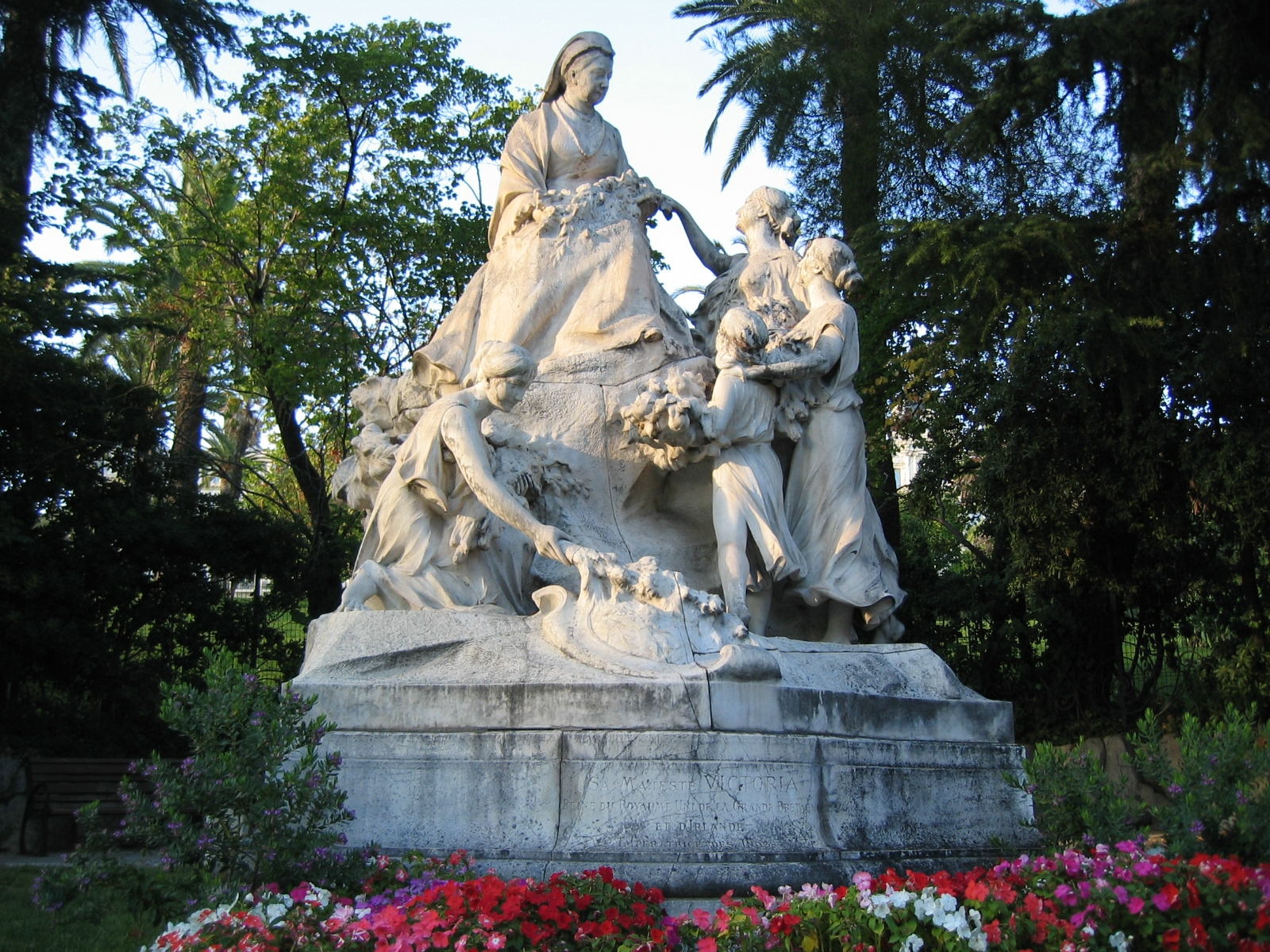
Monument à la reine Victoria (1912), Nice, Alpes-Maritimes

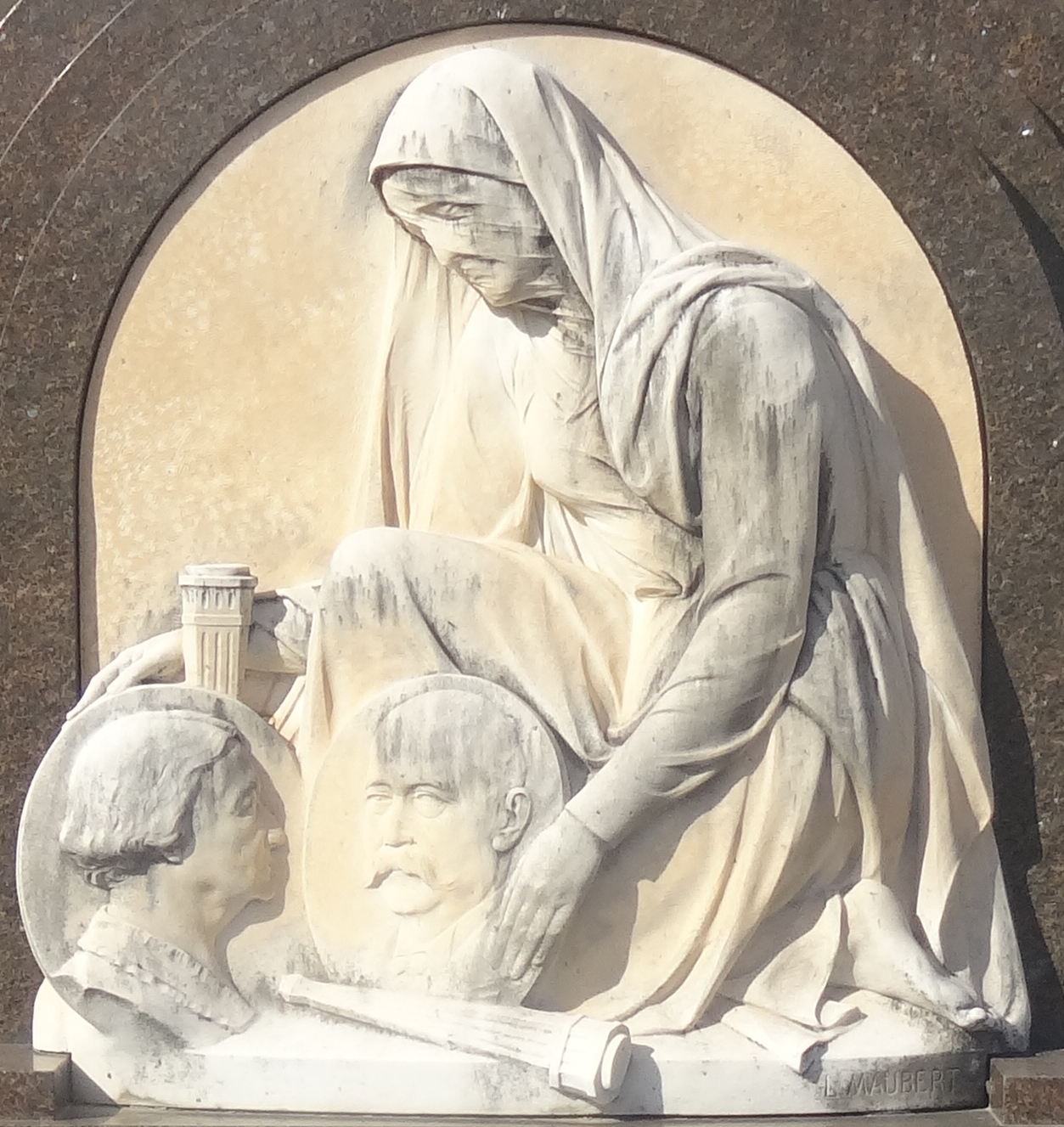
Pleureuse, tombe de François Calviera (1865-1934), adjoint au maire de Nice. Nice, cimetière de Cimiez

  - Grasse : Monument à Léon Chiris, boulevard Fragonard[3],[4].
  - Nice :
    - Pleureuse, cimetière de Cimiez, haut-relief en marbre ornant la tombe de François Calviera (1865-1934), adjoint au maire de Nice.
    - Monument à la reine Victoria, 1912, quartier de Cimiez, groupe en marbre[5],[6].
    - Monument à François Grosso, square du colonel Bouvier.
    - Monument à Gambetta, place du général de Gaulle : Ce monument, aujourd'hui disparu, a été dessiné par l'architecte Philippe Randon et représentait à son sommet Gambetta et à sa base deux femmes blotties sous un drapeau, l'une portant un bonnet phrygien. Les sculptures réalisées par Louis Maubert ont nécessité deux ans de travail d'après les indications fournies par l'artiste dans son dossier d'attribution de la Légion d'honneur[7]. Le monument est inauguré le 25 avril 1909 par le président de la République Armand Fallières. Pesant près de deux tonnes de bronze, le monument fut envoyé à la fonte par le régime de Vichy dans le cadre de la mobilisation des métaux non ferreux.
    - Tympan sur la façade de l'hôpital de la Fondation Lenval.
- Seine :
  - Faunesse nue allongée dans une conque, 30 × 60 cm, marbre, Paris, musée d'Orsay[8].
- Var :
  - Fréjus : Monument à Marc-Antoine-Madeleine Désaugiers, 1902, place Paul-Vernet[9].
  - Saint-Raphaël : Monument à Alphonse Karr,  1906, buste en bronze représentant le romancier mort dans la commune, envoyé à la fonte au cours de la Seconde Guerre mondiale pour la récupération du métal.

### Monuments aux morts
Après la Première Guerre mondiale Louis Maubert réalise plusieurs monuments aux morts.
- Ariège :
  - Prat-Bonrepaux La Liberté, bas-relief représentant une femme tenant contre elle de sa main droite une épée et présentant de l'autre une palme composée de laurier et de chêne sous laquelle se trouve une plaque commémorative[10];
- Alpes-de-Haute-Provence :
  - Noyers-sur-Jabron
- Alpes-Maritimes :
  - Beausoleil, dans le grand hall de l'hôtel de ville, 1923 et dans le cimetière, 1923.
- Aveyron :
  - La Bastide-l'Évêque
- Charente :
  - Juillaguet[11] ;
  - Paizay-Naudouin-Embourie[12] ;
- Charente-Maritime :
  - Germignac[13]
- Drôme :
  - Pierrelatte
- Essonne :
  - Montlhéry : Poilu lançant une grenade[14].
- Eure-et-Loir : 
  - Charpont[15]
- Indre :
  - Argenton-sur-Creuse : La plus belle victoire (poilu tenant un enfant sur son bras)[16] ;
  - Clion
- Seine-et-Marne :
  - Barcy : Notre-Dame-de-la-Marne; 1924
- Seine-Maritime :
  - Bertreville-Saint-Ouen
  - Épreville
  - Notre-Dame-de-Bliquetuit
- Tarn-et-Garonne :
  - Montaigu-de-Quercy, 1923
- Val d'oise : 
  - Boisemont
- Var :
  - Aups : Poilu brandissant de la main gauche l'étoile de la victoire et tenant de la main droite son fusil[17] ;

Monuments aux morts de Louis Maubert
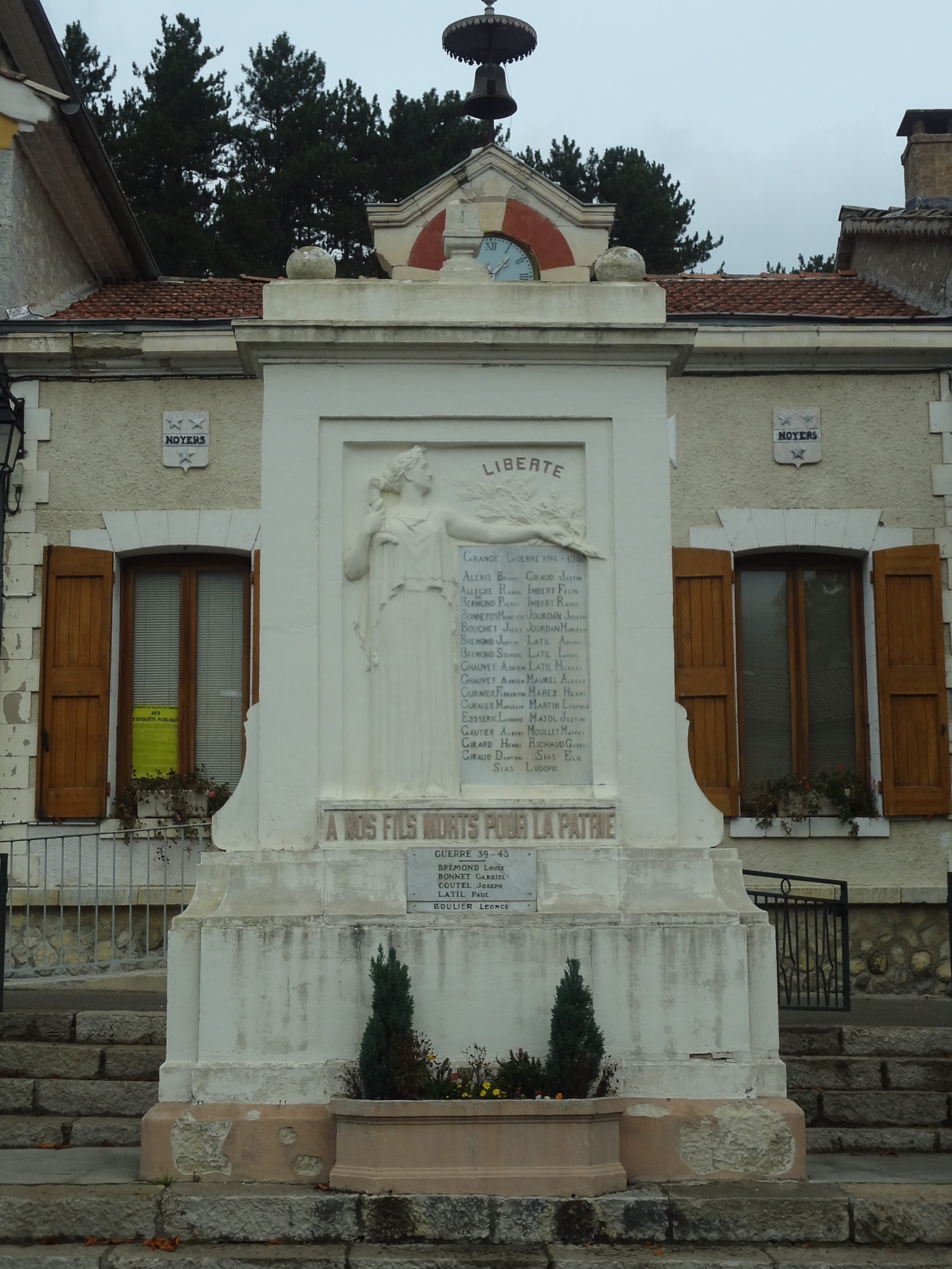
Monument aux morts, Noyers-sur-Jabron.
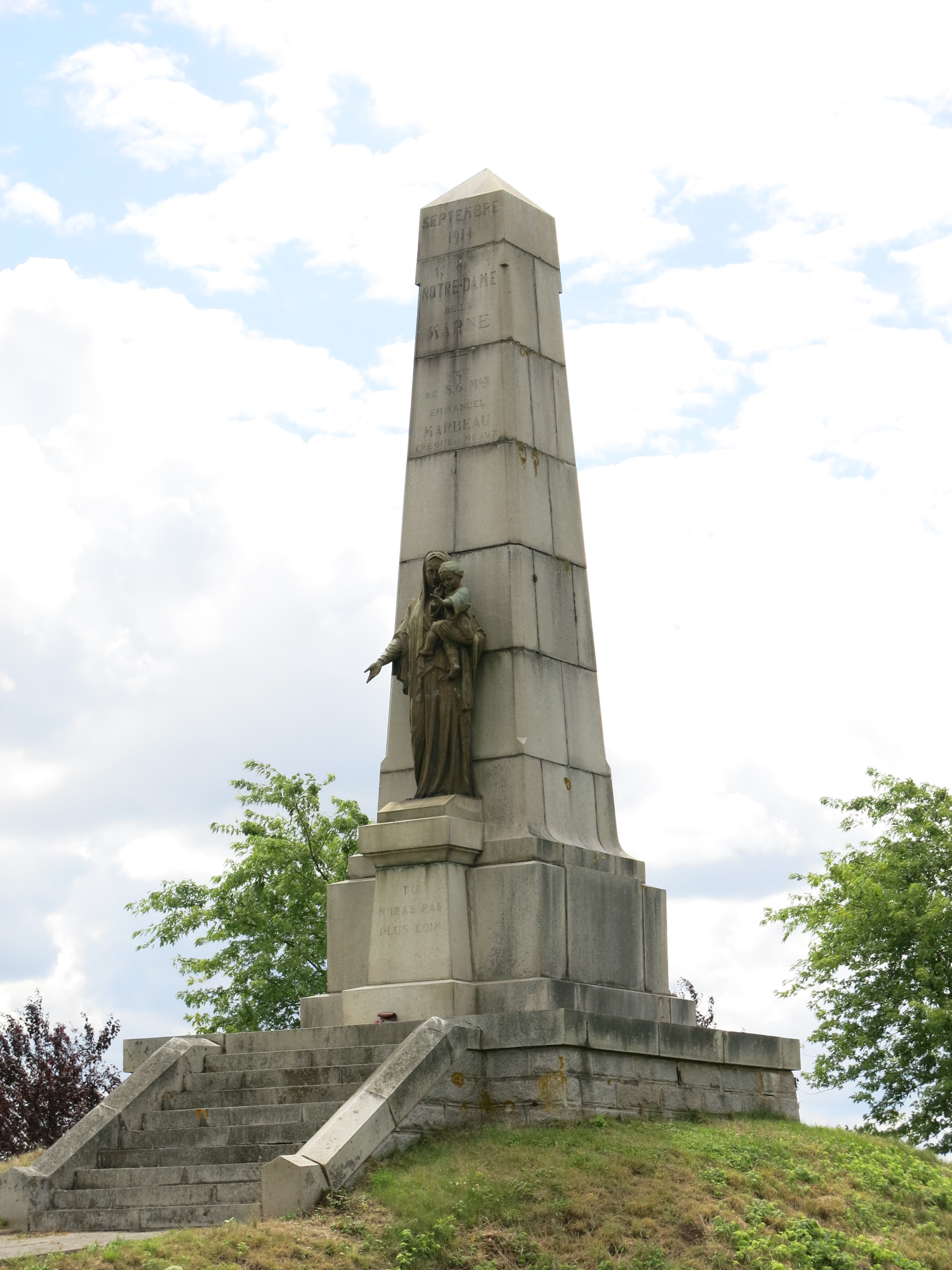
Monument de Notre-Dame-de-la-Marne (1924), Barcy.

#### Œuvres d'édition

##### On ne passe pas
La statue représente un poilu, un soldat français de la Première Guerre mondiale. Il se tient debout, le pied droit en avant, tenant son fusil à l'horizontale à deux mains, la crosse à sa droite. Elle est présente sur le monument aux morts de : Asprières, Bourg-Beaudouin, Flaucourt, Frelinghien, Hauville, Houchin, Langonnet, Marlemont, Pleslin-Trigavou, Ploemel, Saint-Barthélemy, Saint-Caradec-Trégomel et Sainte-Alvère.
Elle porte le même titre que la statue de poilu réalisée par Eugène Piron, ainsi que la statue de poilu réalisée par Joseph Carlier qui ornent plusieurs monuments aux morts en France. Les trois statues sont très différentes.
Elle ne doit pas être confondue avec la statue de poilu intitulée La Résistance, très semblable, réalisée par Charles-Henri Pourquet, également présente sur de nombreux monuments aux morts.

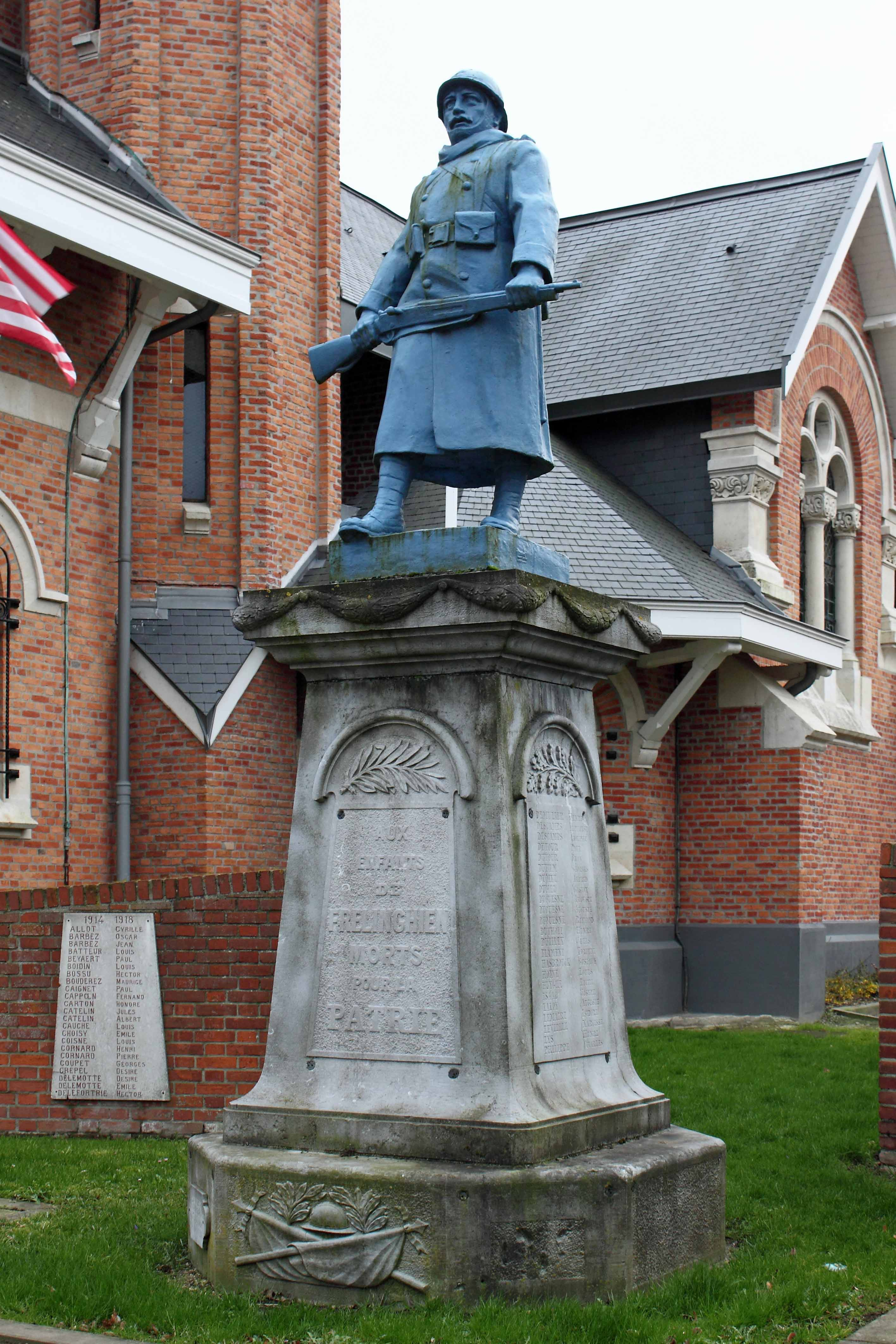
Monument aux morts de Frelinghien.
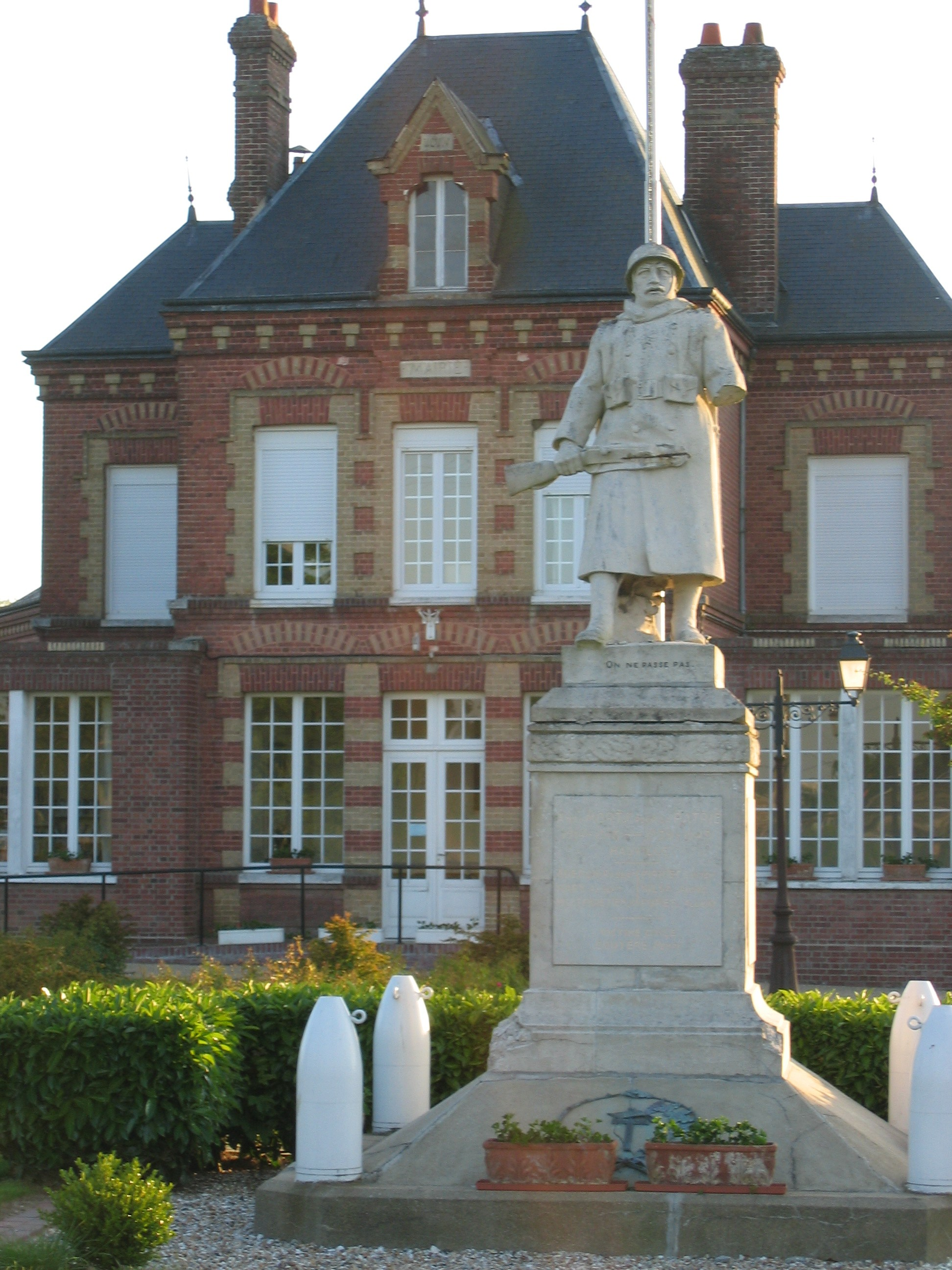
Monument aux morts de Hauville.
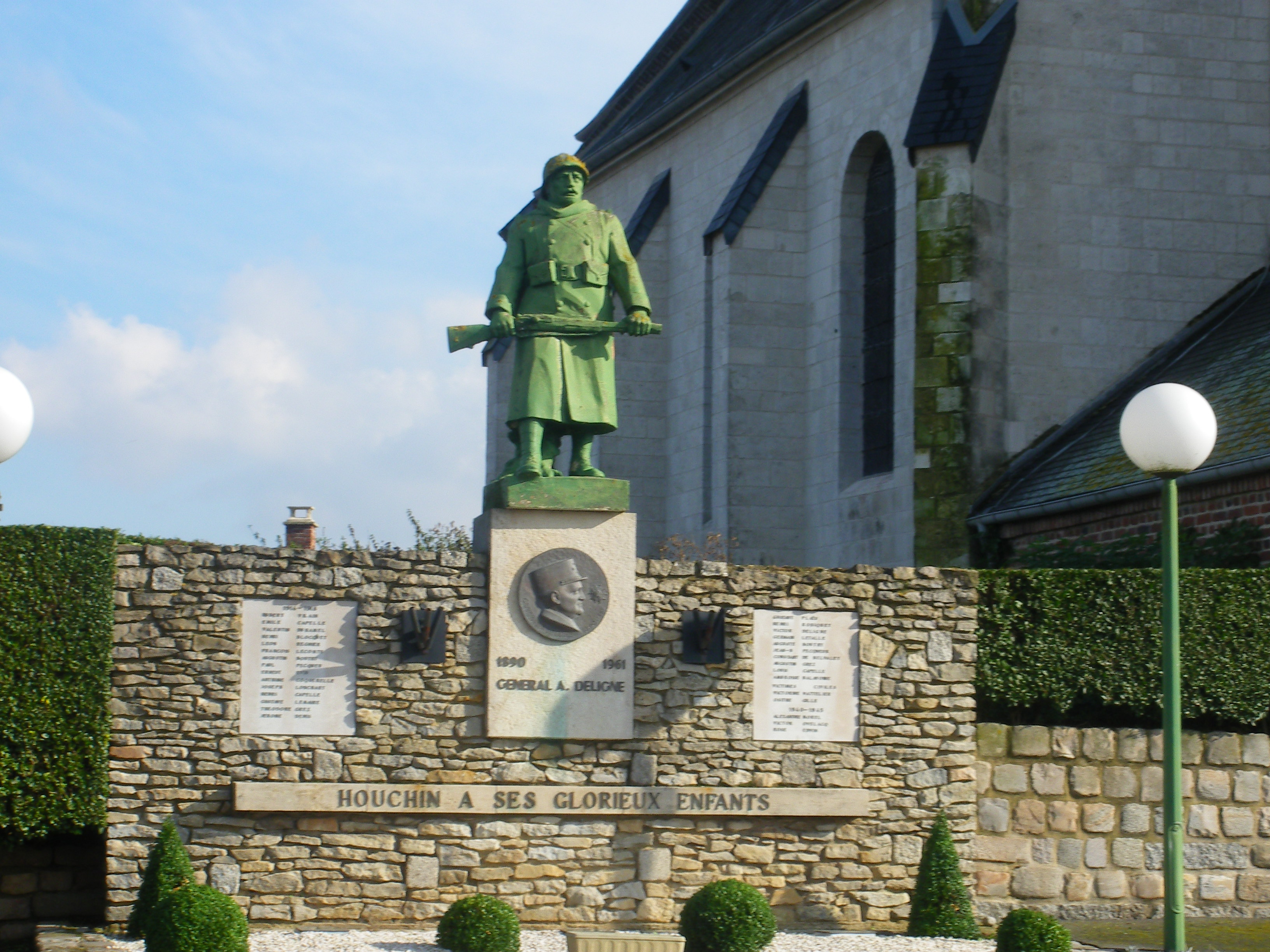
Monument aux morts de Houchin.
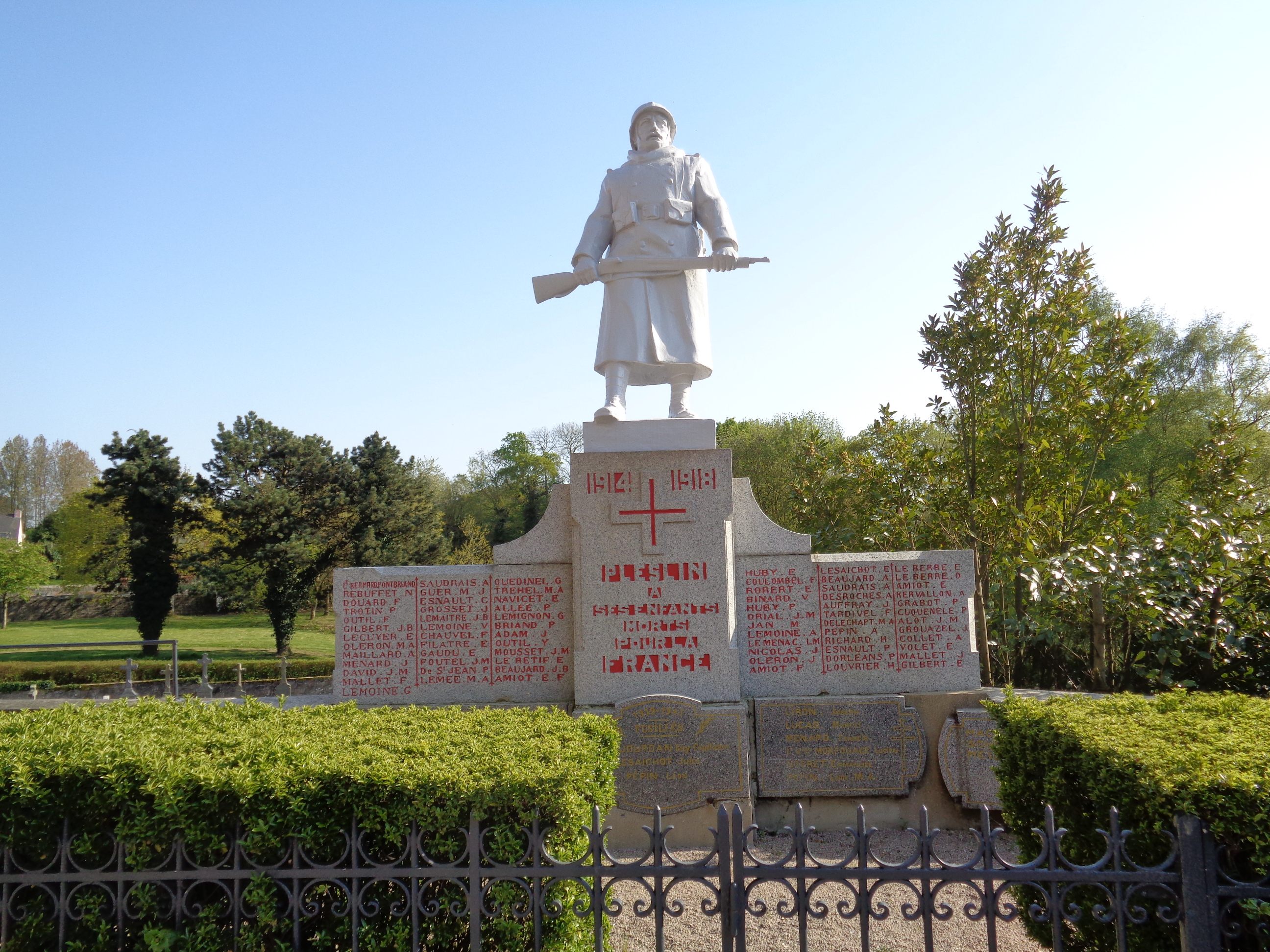
Monument aux morts de Pleslin-Trigavou.
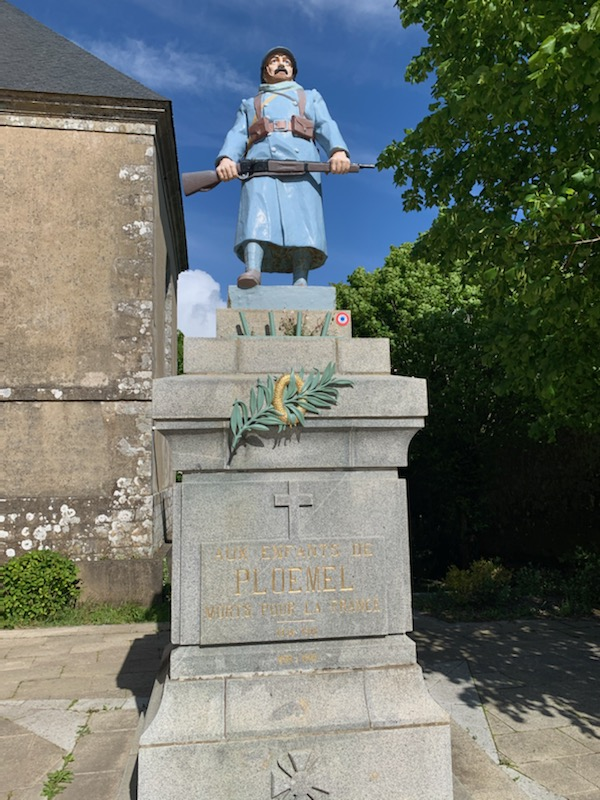
Monument aux morts de Ploemel.

## Distinction
Louis Maubert est nommé chevalier de la Légion d'honneur par décret du 31 décembre 1910.